# Racale
Racale es una localidad italiana de la provincia de Lecce, región de Puglia, con 10.807 habitantes.

## Evolución demográfica
| Gráfica de evolución demográfica de Racale entre 1861 y 2001 |
|                                                              |
| Fuente ISTAT - elaboración gráfica de Wikipedia              |